# ابوعلی منصور العزیزی الجوذری
ابوعلی منصور العزیزی الجوذری، منشی مخصوص (کاتب) جوذر از بزرگان خلافت فاطمی بود. جوذر به عنوان معتمد چهار خلیفهٔ نخست فاطمی انجام وظیفه می‌نمود. زندگینامهٔ استادجوذر با عنوان «سیرة الأستاذ جوذر»، با تکیه بر دانسته‌های کاتب در مورد اسرار اربابش (جوذر) و مکاتبات او با امامان اسماعیلی توسط ابوعلی منصور العزیزی نگاشته شده‌است. منصور به عنوان کارمندی طرف اعتماد به بایگانی‌های جوذر دسترسی کامل داشته و پس از مرگ وی، با هدف حفظ خاطرهٔ این سیاستمدار، اثر را نوشته و هر از چند گاهی تجربه‌های شخصی خود را نیز در آن نقل می‌کند. منصور العزیزی دوازده سال (از ۹۶۱ م تا مرگ جوذر در۹۷۳ /  ۳۶۲ ه. ق )در خدمت وی بوده‌است. سیره الجوذر اطلاعات مهمی پیرامون تاریخ سیاسی و تشکیلات و نظام اداری و تاریخ اجتماعی دولت فاطمیان در دوره معز و عزیز دربردارد.نوشته منصور العزیزی نگاه اجمالی نادری است به این دورهٔ زمانی که نه تنها یک روایت زندگینامه‌ای از سیاستمداری برجسته از دورهٔ آغازین عصر فاطمی ارائه می‌کند بلکه اظهارات شفاهی و مواد آرشیوی از دوره ای را گردآوری می‌کند که بیش از شصت سال از حکومت فاطمی را در بر می‌گیرد.